# Mark Tuinei
Mark Pulemau Tuinei (Oceanside, 31 marzo 1960 – Plano, 6 maggio 1999) è stato un giocatore di football americano statunitense che ha giocato nel ruolo di offensive tackle per tutta la carriera con i Dallas Cowboys della National Football League (NFL). Al college ha giocato a football prima a UCLA e poi all'Università delle Hawaii.

## Carriera professionistica

### Dallas Cowboys
Tuinei firmò coi Dallas Cowboys dopo non essere stato selezionato nel Draft NFL 1983. Giocò in diversi ruoli della offensive line prima di diventare stabilmente il tackle sinistro titolare nel 1987. Tuinei durante quegli anni, Mark protesse gli Hall of Famer Troy Aikman e Emmitt Smith contribuendo alla vittoria di tre Super Bowl dei Cowboys nella prima metà degli anni novanta e fu parte di una delle migliori linee offensive della storia della NFL.
Malgrado diversi problemi alle ginocchia, Tuinei riuscì comunque a disputare 195 gare in carriera, prima di venire sostituito da Larry Allen come tackle sinistro titolare. Le 15 stagioni di Mark coi Cowboys sono il massimo della storia della franchigia, alla pari di Ed "Too Tall" Jones e Bill Bates
Fu trovato morto nella sua auto nel maggio 1999 a causa di una letale combinazione di eroina ed ecstasy.

## Vittorie e premi
- Super Bowl : 3 Vincitore del Super Bowl (XXVII, XXVIII, XXX)
- (2) Pro Bowl (1994, 1995)
- (2) All-Pro (1994, 1995)

## Statistiche
| Partite totali      | 195 |
| Partite da titolare | 147 |